# Maison au 8, rue des Poules à Strasbourg
La maison au 8, rue des Poules est un monument historique situé à Strasbourg, dans le département français du Bas-Rhin.

## Localisation
Ce bâtiment est situé au 8, rue des Poules à Strasbourg.

## Historique
L'édifice fait l'objet d'une inscription au titre des monuments historiques depuis 1978.

## Architecture
Architecture à pans de bois.